# Едвардув (Радомський повіт)
Едвардув (пол. Edwardów) — село в Польщі, у гміні Скаришев Радомського повіту Мазовецького воєводства.
Населення — 126 осіб (2011).
У 1975-1998 роках село належало до Радомського воєводства.

## Демографія
Демографічна структура станом на 31 березня 2011 року:
|          | Загалом | Допрацездатний вік | Працездатний вік | Постпрацездатний вік |
| -------- | ------- | ------------------ | ---------------- | -------------------- |
| Чоловіки | 67      | 17                 | 44               | 6                    |
| Жінки    | 59      | 12                 | 31               | 16                   |
| Разом    | 126     | 29                 | 75               | 22                   |